# Движение Сопротивления (Венгрия)

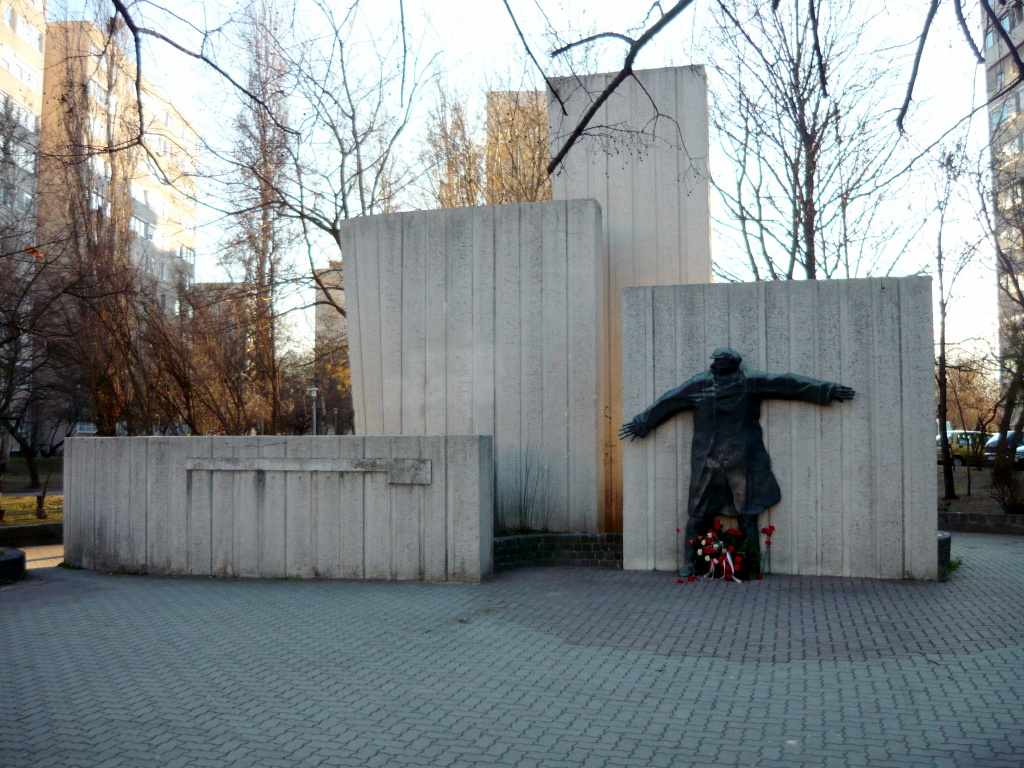
Памятник партизанам-антифашистам в Уйпеште, установленный в 1971 году

Движение Сопротивления в Венгрии (венг. Magyar ellenállási mozgalom) — организованное сопротивление силам нацистов и их союзников на территории Венгрии в годы Второй мировой войны, в том числе и против венгерского государства, входившего в страны «оси». Сопротивление действовало на территории Венгрии против Третьего Рейха и Королевства Венгрия. Массового вооруженного сопротивления режиму Хорти и последующей германской оккупации в Венгрии не было. Известно о существовании 10 партизанских отрядов, часть которых была заброшена в Венгрию из СССР. По оценкам советских историков, общая численность участников партизанского движения в Венгрии составляет около 2,5 тыс. человек. В 1944 году, после организованного нацистами государственного переворота и установления марионеточного прогерманского правительства, в противовес ему было сформировано альтернативное правительство при поддержке СССР, объявившее Третьему Рейху войну.
В эпоху «социалистического блока» направленные в Венгрию из СССР партизанские отряды и их деятельность были преувеличены и раздуты, в то время как другие партизанские группы и не прибегавшие к насилию активисты замалчивались, и возможно, что из-за этого сегодня организованная коммунистическая партизанская деятельность в Венгрии в значительной степени считается мифом. Венгерский историк Акош Барта отметил, что «некоммунистическое» сопротивление в Венгрии «было вытеснено на ничейную землю с точки зрения политики памяти в 21 веке», в то время как Ласло Бернат Веспреми пишет, что «нынешний консенсус мейнстримной историографии заключается в том, что не было такого понятия, как вооруженное сопротивление в Венгрии во время немецкой оккупации». Однако он приводит случаи вооруженной борьбы, описанные венгерскими и немецкими властями, и утверждает, что материалы «национальных комитетов после советской оккупации» и «дел народных прокуроров и дел народных трибуналов» «все ещё нуждаются в изучении венгерскими историками».

## История

### Предшествующие события
Сближение Венгрии с фашистской Италией началось во второй половине 1920х годов. 5 апреля 1927 года был подписан договор о дружбе между Венгрией и Италией, после чего Италия начала поставки оружия для Венгрии. В 1932—1936 годы, в период правления генерала Д. Гёмбёша началось сближение Венгрии с Третьим рейхом.
24 февраля 1939 года Венгрия присоединилась к «Антикоминтерновскому пакту», после чего началась перестройка экономики Венгрии на обеспечение войны. В марте 1939 года Венгрия оккупировала территорию Чехословакии и вела боевые действия против Словакии, захватив часть территории страны. 20 ноября 1940 года Венгрия присоединилась к Тройственному пакту. С конца 1940 года промышленность Венгрии приступила к выполнению немецких военных заказов. В ноябре 1940 года начальник генерального штаба сухопутных войск Германии Ф. Гальдер направил начальнику венгерского генерального штаба Х. Верту письмо с задачей обеспечить участие Венгрии в войне против СССР и Югославии.

### Основные события
В 1940 году начал работу подпольный ЦК Коммунистической партии Венгрии, который возглавил Золтан Шёнхерц. Венгерские коммунисты наладили сотрудничество с левым крылом «Мартовского фронта» (руководители которого впоследствии стали организаторами Национально-крестьянской партии). В марте 1940 года в Венгрии состоялся съезд сельскохозяйственных рабочих, на котором было принято решение о союзе и сотрудничестве между представителями рабочих организаций. В это же время коммунисты выпустили листовку с призывом к борьбе против вовлечения Венгрии в войну и участвовали в нескольких стачках и демонстрациях.
Весной 1940 года комитет в Кошице выпустил газету «Листок трудящихся».
После вторжения Германии в СССР в июне 1941 года коммунистическая партия Венгрии осудила агрессию против СССР и вовлечение Венгрии в войну против СССР.
10 июля 1941 года ЦК КПВ опубликовал программное заявление «Задачи коммунистов и других прогрессивных сил Венгрии в антифашистской борьбе».
В сентябре 1941 года начала вещание радиостанция «Лайош Кошут». Вещание на Венгрию вели венгерские политэмигранты — дикторы Владимир Ковач и Маргарита Бокар.
В 1942 году в Венгрии был создан Комитет исторических памятных дат (официальной задачей которого являлась работа по изучению наследия 1848 года, но фактически проводивший работу по противодействию пронемецкому курсу венгерских правительственных кругов). Весной и летом 1942 года венгерская полиция и спецслужбы провели серию облав, в ходе которых было арестовано свыше 600 коммунистов, социал-демократов, сторонников левых сил и антифашистов.
В мае 1942 года была разгромлена нелегальная типография КПВ.
20 мая 1942 года ЦК КПВ принял решение о изменении форм и методов работы. В июле 1942 года началось восстановление контактов, позднее было принято решение «Уроки провалов», в соответствии с которым было принято решение улучшить конспирацию, сосредоточить деятельность на саботаже и организации забастовок. Осенью 1942 года были созданы новые партийные организации, новый молодёжный комитет, а также легально действующий молодёжный центр — «Анкетный комитет». Для проведения диверсий, саботажа и расклейки листовок были созданы «группы действия».
1 июля 1942 года был арестован Ференц Рожа — член ЦК и Секретариата КПВ, редактор газеты «Szabad Nép» (13 июня 1942 года он был убит во время допроса).
6 июля 1942 года был арестован Золтан Шёнхерц — один из руководителей антифашистского сопротивления в Венгрии, член ЦК КПВ и руководитель Комитета национальной независимости (9 октября 1942 года он был казнён по приговору военного трибунала).
В сентябре 1942 года была восстановлена нелегальная типография КПВ, в октябре 1942 года — тиражом 30 тыс. экземпляров выпущена листовка «Мы переживаем решающие в жизни народов времена», текст которой написал Эндре Шагвари.
1 мая 1943 года Коммунистическая партия Венгрии опубликовала программу «Путь Венгрии к свободе и миру». В июне 1943 года было принято решение о самороспуске венгерской коммунистической партии, вместо которой начала деятельность Партия мира.
В августе 1943 года в Хустский район Венгрии была выброшена разведгруппа под командованием Ф. Патаки, которая установила связь с несколькими действовавшими здесь подпольными организациями и к концу февраля 1944 года выросла до 188 человек.
В марте 1944 года немецкие войска оккупировали Венгрию, за принадлежность к коммунистической партии и чтение коммунистических изданий была установлена смертная казнь, также была запрещена деятельность Партии мелких сельских хозяев. В это же время в Буде и Пече возникли нелегальные студенческие организации.
В мае 1944 года был создан Венгерский фронт, в состав которого вошли Коммунистическая партия Венгрии, Социально-демократическая партия, Партия мелких сельских хозяев и Партия «двойного креста» (а в ноябре 1944 года — и Национально-крестьянская партия).
27 июля 1944 года в кафе Зуглигети (в городе Буда) в перестрелке с 4 сотрудниками политической полиции Будапешта погиб руководитель молодёжного движения Венгрии Эндре Шагвари, который успел застрелить одного и ранить ещё двух сотрудников политической полиции.
В начале сентября 1944 года была воссоздана венгерская коммунистическая партия (ранее действовавшая под названием «Партия мира»).
Осенью 1944 года Коммунистическая партия Венгрии и Социально-демократическая партия заключили соглашение о единстве действий. 28 октября 1944 года был воссоздан Коммунистический союз рабочей молодёжи, который сформировал боевую молодёжную организацию "Фронт свободы венгерской молодёжи" и призвал венгерскую молодёжь и остальное население Венгрии к активному участию в вооружённом сопротивлении немецким оккупантам.
В ноябре 1944 года житель города Мохач Антал Ловач выбрался из занятого немцами города, вплавь переправился через Дунай, рассказал советскому командованию о обстановке в этом городе, расположении гитлеровских частей, а затем в качестве проводника провел обратно в Мохач группу советских разведчиков.
30 ноября 1944 года коммунистическая партия Венгрии опубликовала «Программу демократического восстановления и подъёма Венгрии».
В конце ноября 1944 года был разгромлен Повстанческий национально-освободительный комитет, который занимался вопросами подготовки вооружённого выступления. В состав комитета вошли представители венгерской коммунистической партии, партии мелких крестьянских хозяев, социал-демократической партии, национально-крестьянской партии и Общества друзей СССР. Руководитель комитета Э. Байчи-Жилински, а также участвовавшие в его работе генерал Э. Кишш и группа офицеров венгерской армии были схвачены. Они были казнены в декабре 1944 года.
2 декабря 1944 года в городе Сегед был создан Венгерский фронт национальной независимости, в состав которого вошли Коммунистическая партия Венгрии, Социально-демократическая партия, Национально-крестьянская партия, Партия мелких сельских хозяев, Буржуазно-демократическая партия и ряд профсоюзных организаций; в дальнейшем, началось создание местных органов власти — национальных комитетов. 21-22 декабря 1944 года в Дебрецене было образовано коалиционное Временное правительство, которое возглавил генерал Б. Миклош. В состав правительства вошли 3 коммуниста, 6 представителей иных партий и 4 беспартийных. 28 декабря 1944 года Временное правительство объявило войну Германии и 20 января 1945 года заключило перемирие с СССР и западными союзниками.
В январе 1945 года жители деревни Надьвеним (Хорват Ласлоне, Молнар Фридеш, Фабиан Иштван и Михаил Фаркаш) нашли и спрятали от немцев в своих домах двух раненых советских солдат, которым оказали медицинскую помощь и через три дня передали появившимся в селении советским войскам.

## Основные формы деятельности

### Разведывательная деятельность
В ходе операции «Альба Регия» работавшей в городе Секешфехервар советской разведывательной группе (в состав которой входили разведчица Мария Фортус и радистка Л. С. Мартыщенко) оказывали помощь местные жители — врач Карой Хорнянски и его жена Шаролта Хорнянски.
В Будапеште на металлургическом заводе «Чепель» возникла подпольная организация, участники которой препятствовали выпуску комплектующих к немецким истребителям «мессершмитт-109». Когда фронт вплотную подошёл к городу, участник группы, рабочий завода Кальман Дьярфаш три раза по льду пересекал реку Дунай (по которой проходила линия фронта) и передавал советской стороне важные сведения о дислокации и передвижениях войск, дотах, минных полях и проволочных заграждениях.
В марте 1945 года была создана разведгруппа "Балатон" в составе двух человек (командир группы - отставной офицер венгерской армии командир Габор Деметер и радист - солдат взвода телефонной связи первого батальона 10-го пехотного полка венгерской армии Иштван Жарнаи). В ночь с 30 на 31 марта 1945 года они были десантированы с парашютами между селами Ленти и Сентдьёрдьвёльд в районе города Надьканижа. Вместе с отступавшими венгерскими и немецкими подразделениями разведчики (после 14 апреля 1945 года зачисленные в состав 7-й венгерской пехотной дивизии) дошли до границы с Австрией. Передача радиограмм о обстановке и местонахождении войск продолжалась до 12 мая 1945 года - когда подразделение, в котором находилась разведгруппа, сдалось советским войскам в городке Дейчландсберг.

### Боевые операции и диверсии
В сентябре 1944 года из СССР на территорию Венгрии были направлены 10 партизанских отрядов (в составе которых насчитывалось 250 венгерских антифашистов и 30 советских партизан), которые привлекли к участию в партизанском движении ещё 1000—1500 человек.
- в частности, в районе Шалготарьян в сентябре 1944 года начал действовать венгерский партизанский отряд, которым командовал Шандор Ногради (комиссаром отряда был Андаш Тёмпе). В декабре 1944 года он вышел в расположение советских войск[29]. В период деятельности к отряду присоединились 40 солдат венгерской армии, 15 шахтёров и добровольцы из местного населения[28].
- в окрестностях селения Иршава в Закарпатье с 8 августа до 26 октября 1944 года действовал объединённый партизанский отряд, которым командовали Дьюла Уста[30] и Иван Прищепа. За период деятельности отряд взорвал железнодорожный мост, 7 эшелонов (в общей сложности, 7 паровозов и 79 вагонов с живой силой, боеприпасами и обмундированием), поджёг два грузовика и автобус, а также захватил крупные трофеи - автобус, мотоцикл, 40 лошадей, 8 подвод, 3 миномёта, 15 ручных пулемётов, 40 автоматов, 189 винтовок, 3 армейские радиостанции и иное военное имущество[31];
- в Южной Словакии начал действовать партизанский отряд имени Шандора Петёфи, которым командовал Йожеф Фабри[30]; за период деятельности отряд увеличился с 22 до 300 человек, партизаны отряда уничтожили 340 немецких солдат и офицеров, организовали крушение 1 эшелона, захватили 38 пулемётов и иное стрелковое оружие[28].
- в Эзд-Диошдьерском районе начала действовать партизанская группа, которой командовал Сёньи Мартон (комиссаром отряда был Янош де-Сабо). Группа погибла в боях с противником[29].
- в конце 1944 года начали действовать вооружённые группы Коммунистического союза рабочей молодёжи, которые забросали ручными гранатами столичную штаб-квартиру венгерской фашистской партии «скрещённые стрелы» в Будапеште, а также сожгли и взорвали несколько немецких грузовиков. 3 декабря 1944 года боевая группа "Марот" (которой руководил Михай Падани) взорвала здание, в котором проходил митинг венгерской фашистской партии «скрещённые стрелы»[18]

По официальным данным правительства хортистской Венгрии, только в период с 28 сентября по 1 ноября 1944 года в стране были зафиксированы 22 взрыва на железных дорогах, 34 вооружённых нападения и несколько случаев саботажа.

### Саботаж
Во время боёв на территории Венгрии в 1944—1945 гг. участники венгерского движения Сопротивления препятствовали демонтажу и вывозу в Германию заводского оборудования, товарной продукции, стратегического сырья и иных материальных ценностей, сохраняли от разрушения здания и сооружения.
- в городе Калоча патриоты не отправили в Германию 695 вагонов с продовольствием[2]
- население города Печ не выполнило приказ об эвакуации, а в окрестностях этого города венгерские партизаны взорвали железнодорожные пути и сорвали перевозку войск[2]
- в городе Мишкольц немцы успели взорвать городскую электростанцию, однако партизаны и рабочие сумели спасти от разрушения металлургический завод и мосты, а несколько сотен венгерских антифашистов вступили в бои с немцами[2]

### Печатные издания и иные формы агитации
- основным печатным изданием венгерских коммунистов во время войны являлась нелегальная газета «Szabad Nép»[8]
- в декабре 1941 года был выпущен рождественский выпуск газеты «Непсава»
- в марте 1944 начался выпуск газеты «Мир и свобода» под редакцией Э. Шагвари[8]
- Коммунистический союз рабочей молодёжи начал издание нелегальной газеты «Сабад ифьюмункаш», а затем - газеты «Сабад ифьюшаг»[18]

Кроме того, широко использовались иные формы наглядной агитации: листовки, нарисованные от руки или выполненные с помощью трафарета плакаты и карикатуры; настенные рисунки и лозунги и т. д.

## Участие граждан Венгрии в антифашистском сопротивлении стран Европы
В ходе Второй мировой войны имели место случаи перехода военнослужащих венгерской армии на сторону советских войск и советских партизан.
- в советских партизанских отрядах на территории БССР воевали 63 венгерских антифашиста, два из них были награждены правительственными наградами СССР[33]
- в советском партизанском движении на территории УССР принимали участие 47 венгров[34]

В мае 1944 года в районе Люблина венгерская рота перешла на сторону польских партизан.
Кроме того, до 800 венгерских антифашистов принимали участие в Словацком национальном восстании, из них были сформированы несколько партизанских отрядов, действовавших в южной Словакии и северной Венгрии.

## Память, отражение в культуре и искусстве
- "Альба Регия" - советско-венгерский художественный фильм[24]